# Нижнекристальский сельсовет
Нижнекристальский сельсовет — сельское поселение в Красногвардейском районе Оренбургской области Российской Федерации.
Административный центр — посёлок Нижнекристалка.

## История
9 марта 2005 года в соответствии с законом Оренбургской области № 1901/343-III-ОЗ образовано сельское поселение Нижнекристальский сельсовет, установлены границы муниципального образования.

## Население
| 2010 | 2012 | 2013 | 2014 | 2015 | 2016 | 2017 |
| ---- | ---- | ---- | ---- | ---- | ---- | ---- |
| 919  | ↘906 | ↘902 | ↘870 | ↘853 | ↗856 | ↘838 |
| 2018 | 2019 | 2020 | 2021 |      |      |      |
| ↘825 | ↘794 | ↘793 | ↘765 |      |      |      |

## Состав сельского поселения
| № | Населённый пункт | Тип населённого пункта          | Население |
| - | ---------------- | ------------------------------- | --------- |
| 1 | Нижнекристалка   | посёлок, административный центр | 836       |
| 2 | Учкаин           | посёлок                         | 83        |